# Jan Crabbe

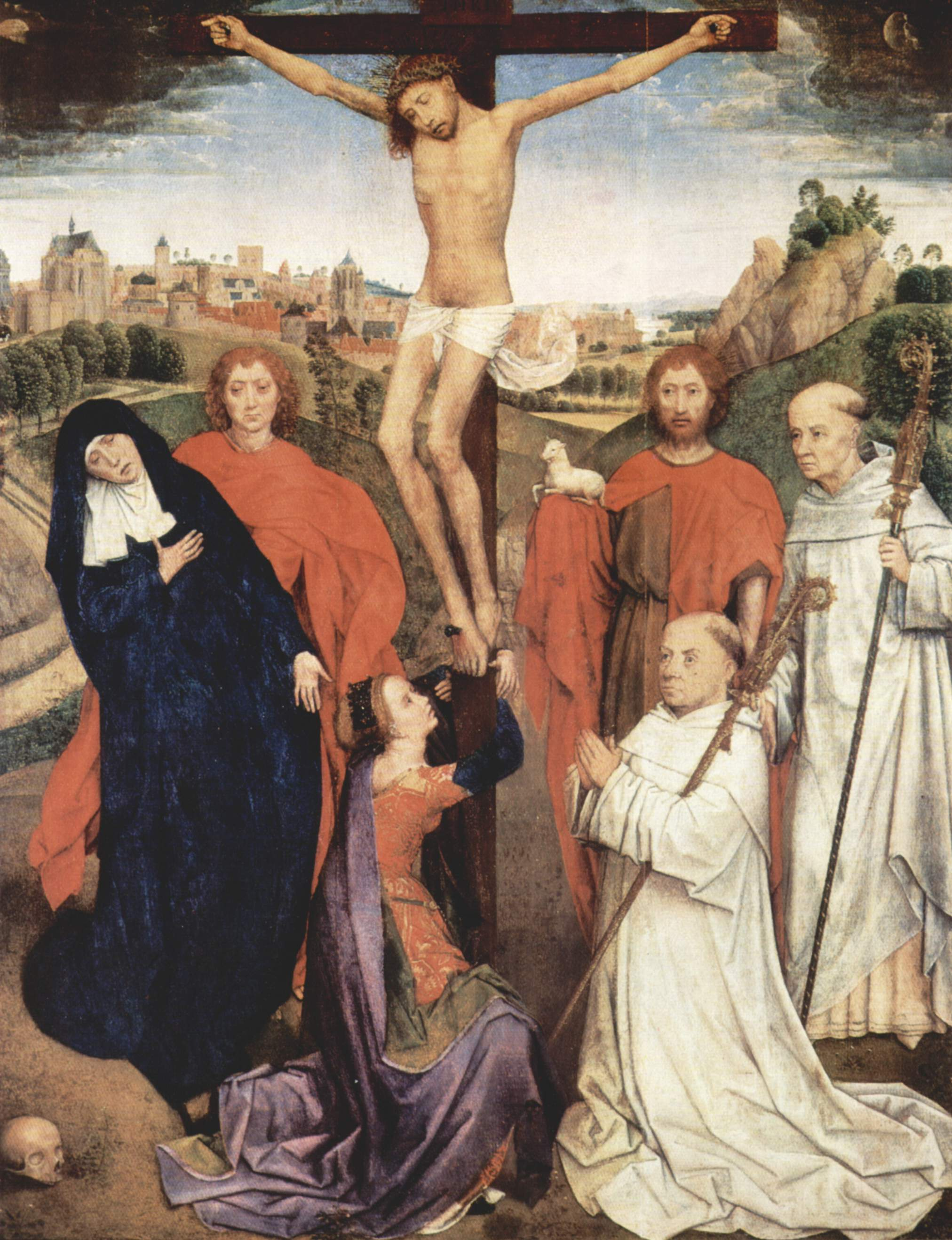
Hans Memling, Kruisiging 1472. De geknielde opdrachtgever is Jan Crabbe

Jan Crabbe (Hulst, ca. 1420 - Brugge, 1488) was abt van de Abdij Onze-Lieve-Vrouw Ten Duinen van 1457 tot 1488. Hij bracht de abdij, die bij zijn aantreden een crisis doormaakte op financieel, moreel en cultureel gebied, weer tot bloei.

## Biografie
Jan Crabbe werd geboren in Vlaanderen uit een vooraanstaande familie. Zijn vader was Hans Crabbe en zijn moeder noemde Anna Willemszoon.  Zijn moeder wordt in 1476 in de stadsrekeningen beschreven als ‘Mejoncvrouw der moedere van minen heeren prelaet van de Dunen’. Over zijn jeugd en opleiding is weinig geweten, maar hij trad toe tot de cisterciënzers. In de abdij van Ten Duinen was hij cellarius en secretaris van zijn voorganger Everaert van Overtvelt. Vanaf 1452 was hij watergraaf van het waterschap van Veurne-Ambacht.
Bij het overlijden van de vorige abt, werd hij op 11 november 1457 door zijn medebroeders verkozen tot abt, en om inmenging van buitenaf te vermijden, nog dezelfde dag geïnstalleerd door de abt van Ter Doest. Op 19 november kreeg het Romeinse kantoor van de Florentijnse Medicibank al de kwitantie voor de betaling voor de pauselijke bullen waarin de aanstelling van Crabbe werd bevestigd. Maar enkele dagen later kwamen gezanten van Filips de Goede de abtstitel opeisen voor Jacobus van Portugal, een neef van Isabella van Portugal, de gemalin van de hertog. De hertog verklaarde de aanstelling van Crabbe als ongeldig en liet op basis van eerdere pauselijke toezeggingen zijn afwezige neef Jacobus als abt installeren op basis van pauselijke bullen.
Omdat de gemeenschap te allen prijze een commendataire abt wilde vermijden werd Jan Crabbe naar Rome gezonden om daar bij paus Calixtus III zijn zaak te bepleiten, ondanks het feit dat de abt van de Abdij van Clairvaux had aangeraden de hertog zijn zin te geven. De paus schoof de zaak op de lange baan en Crabbe keerde terug naar Vlaanderen en dook onder op de uithof Zande te Hontenisse. Hij werd verraden door iemand van het personeel en op last van Isabella opgesloten in het kasteel van Temse.
Maar ondertussen was de neef van Isabella overleden (27 augustus 1459) en had paus Pius II het geweer van schouder veranderd en een bul gestuurd met de goedkeuring van de aanstelling tot abt van Jan Crabbe. Hij werd door de hertog uiteindelijk in zijn ambt bevestigd op voorwaarde dat Isabella haar akkoord zou geven. Dat akkoord kwam er mits de betaling van een grote som geld: 'midts de belofte dat hy aen haer eene goede somme geldts soude geven, om 't welcke te krijgen 't clooster sterckelick belast wiert'.
Jan Crabbe werd aangesteld tot vicaris-generaal door de abt van Citeaux en moest in die functie de geestelijke controle voeren over een aantal vrouwenkloosters. Hij werd ook raadsheer bij de kleindochter van Filips en Isabella, Maria van Bourgondië en haar echtgenoot Maximiliaan van Oostenrijk die hem tot voorzitter van hun raad benoemden en hem belastten met de hervorming van de magistratuur in 1477 tot 1486.

## De kunstliefhebber

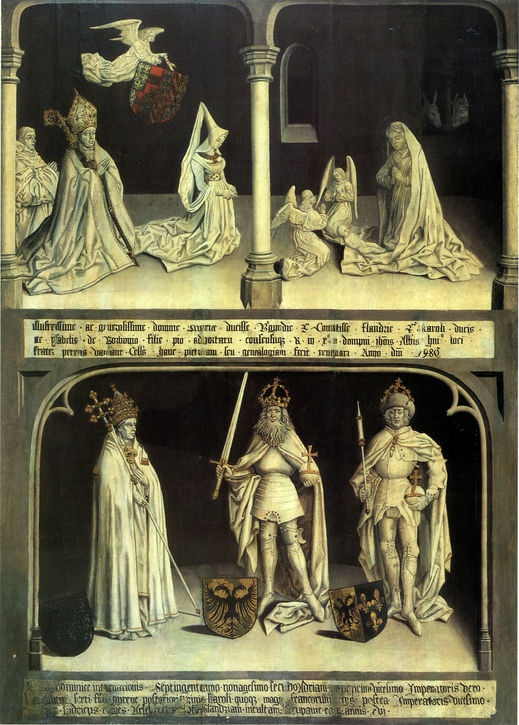
Grisaille gemaakt in opdracht van Jan Crabbe

Jan Crabbe was een erudiet man en een liefhebber van kunst. Hij liet zijn cellarius Petrus Vaillant opdracht geven voor het schilderen van grisailles met de portretten van de graven van Vlaanderen vanaf de achtste eeuw, en de abten van Ten Duinen vanaf de oprichting van de abdij in de twaalfde eeuw tot zijn tijd. De anonieme kunstenaar baseerde zich voor deze reeks waarschijnlijk op muurschilderingen die zich bevonden in de gang naar de kelwaerderie. Er was een inleidend paneel met Petrus Vaillant, Jan Crabbe en Maria van Bourgondië die de geboorte van Christus aanschouwen. Onderaan zijn paus Adrianus I, Karel de Grote en graaf Liederik afgebeeld. Het zou Maria van Bourgondië zijn die Jan Crabbe tot deze serie zou geïnspireerd hebben. De eerste acht panelen werden gebruikt als versiering van de boekenkasten in de nieuwe bibliotheek. Zijn opvolgers zetten de reeks voort tot in de 19e eeuw. In totaal telt de reeks nu 17 panelen.

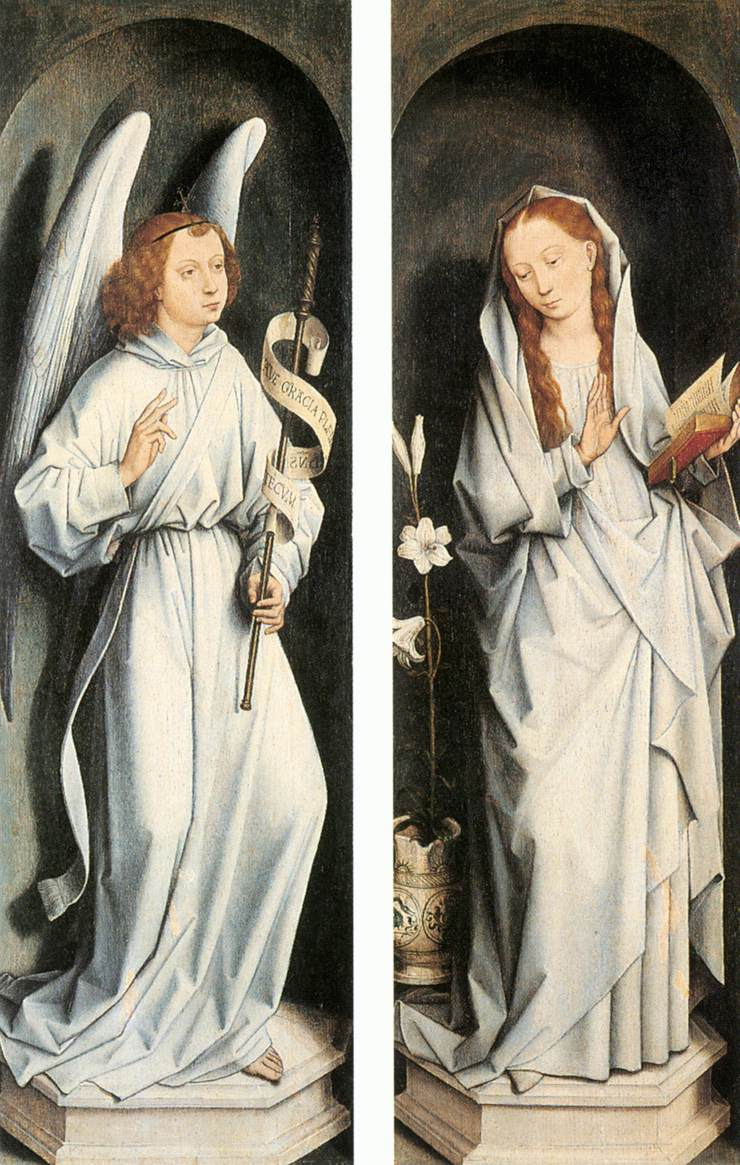
Hans Memling, 1472, Crabbetriptiek - buitenpanelen met annunciatie

Een tweede kunstwerk dat tot stand kwam op initiatief van Jan Crabbe is het zogenoemde Crabbetriptiek, geschilderd door Hans Memling omstreeks 1472. Het werd besteld ter gelegenheid van de viering van zijn vijftienjarig prelaatschap in 1472. De triptiek werd in de achttiende eeuw ontmanteld en de zijpanelen werden overlangs doormidden gezaagd zodat voorzijde en achterzijde apart konden verkocht worden. Het centrale paneel met de afbeelding van Jan Crabbe geknield bij het kruis, bevindt zich vandaag in de Pinacoteca di Palazzo Chiericati in Vicenza, de buitenpanelen die een annunciatie voorstellen zijn te zien in het Groeningemuseum in Brugge en de binnenpanelen in de Pierpont Morgan Library in New York.
Ook een ander werk van Hans Memling, Het offer van Jephta's dochter, nu in het Kunsthistorisches Museum in Wenen, zou ook een opdracht zijn van Jan Crabbe. De door Memling geschilderde opdrachtgever Jan Crabbe, werd later overschilderd. De Dood van de Maagd, een werk van Hugo van der Goes, nu in het Groeningemuseum, zou volgens sommige onderzoekers ook een bestelling van Crabbe zijn.

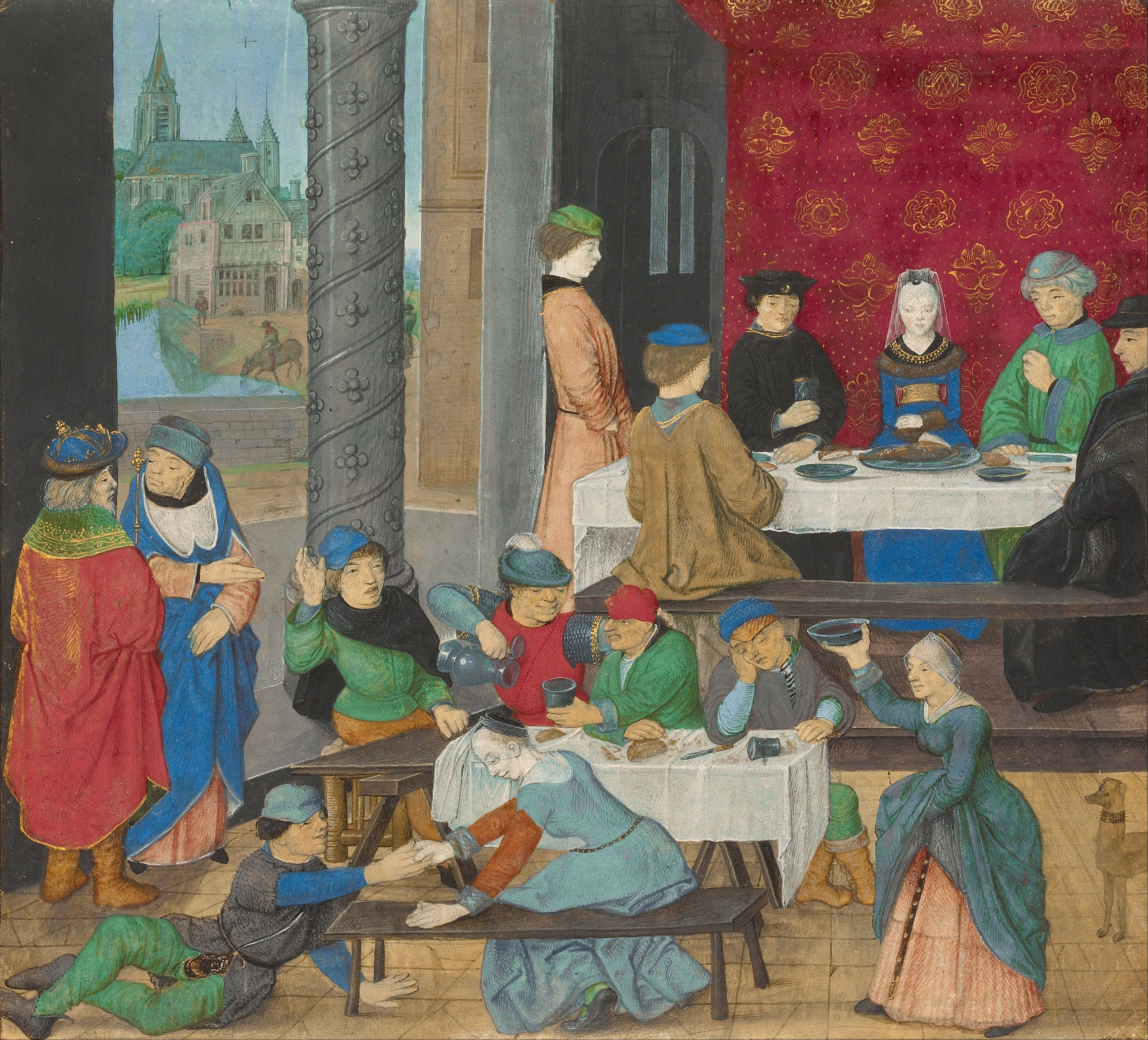
Faits et dits mémorables des romains, Valerius Maximus, fragment in het J. Paul Getty Museum, Ms.43

Jan Crabbe was ook een liefhebber van verluchte handschriften. Zijn voorliefde ging naar handschriften in de Italiaans humanistische stijl en bevatte werken van onder meer Cicero, Gaius Sallustius Crispus, Julius Caesar, Boccaccio, Petrarca, Francesco Griffolini en Georgius Hermonymus. Vandaag kent men nog 22 codici die aan de abt hebben toebehoord, waarvan twaalf zich nog bevinden in de collectie van het Grootseminarie van Brugge. Op 15 april 2015 werd de handschriftenverzameling afkomstig van de abdij Ten Duinen (481 handschriften) opgenomen in de lijst van het roerend erfgoed van de Vlaamse Gemeenschap. De humanistische handschriftencollectie van Jan Crabbe maakt hier deel van uit. Enkele werken vindt men in de lijst hierbij.
- Julius Caesar, Corpus Caesarium, Cambridge University Library, Ms. Nn.3.5.
- Faits et dits mémorables des romains, vertaling in het Frans door Simon de Hesdin en Nicolas de Gonesse van de Facta et dicta memorabilia van Valerius Maximus, fragment in het J. Paul Getty Museum, Ms.43
- Holkham Vergilius,  Wells-next-the-Sea, Holkham Hall, earl of Leicester, Ms. 311 vol 1.
- Boccaccio, Geneologia deorum, Brugge,Grootseminarie, MS. 154/44
- Francesco Petrarca, Secretum, Brugge, Grootseminarie, Brugge, MS 113/78
- Cicero, De officiis en Boëthius, De consolatione philosophiae, Brugge, Grootseminarie,  MS 112/111
- Salustius, De Catilinae coniuratione en De bello Iugurthino, Brussel, Koninklijke Bibliotheek, MS. II.7842

## Opvolging
Ondanks zijn connecties met het Bourgondische hof bleef Jan Crabbe in de eerste plaats bezorgd over het welzijn van zijn abdij. Daarvan getuigen de stappen die hij nam voor het regelen van zijn opvolging. In de jaren tachtig van de 15e eeuw was de rijke abdij een begerenswaardig goed. Bij de aantrede van Maria van Bourgondië als hertogin was er waarschijnlijk onder zijn impuls een clausule opgenomen in het Algemeen Privilegie die de aanstelling van commendataire abten verbood. In maart 1482 werd Crabbe ontboden op het Prinsenhof in Brugge, waar hem werd gevraagd om Antonius van Bergen als zijn opvolger te aanvaarden. Hij kreeg één dag bedenktijd. Maar Jan Crabbe kon Maximilliaan ertoe bewegen de aanstelling van Petrus  Vaillant, monnik in de abdij, tot coadjutor met recht van opvolging te bekrachtigen. Bij zijn dood op 1 november 1488 was zijn opvolging door een monnik van Ten Duinen dan ook geregeld.